# Matt Zaba
Matthew Darrell Zaba (Yorkton, 14 luglio 1983) è un allenatore di hockey su ghiaccio ed ex hockeista su ghiaccio canadese. Da giocatore militava come portiere.

## Carriera
Dopo l'attività a livello giovanile con Yorkton Mallers (in Saskatchewan Midget AAA Hockey League), Pentincton Panthers e Vernon Vipers (entrambe in British Columbia Hockey League), fu scelto all'NHL Entry Draft 2003 dai Los Angeles Kings come ottava scelta (231º assoluto).
Coi Kings non giocherà mai, rimanendo sempre nella sua squadra di college, Colorado College Tigers. Nel 2007, da svincolato, fu messo sotto contratto dai New York Rangers, che tuttavia lo girarono ai propri farm team in ECHL (Charlotte Checkers, Idaho Steelheads) ed American Hockey League (Hartford Wolf Pack). Riuscì comunque a fare il suo esordio in NHL, il 23 gennaio 2010, quando subentrò ad Henrik Lundqvist nell'incontro perso 6-0 dai Rangers contro i Montréal Canadiens.
Al termine di quella stessa stagione, svincolato, si accordò con la compagine italiana dell'Hockey Club Bolzano, che lo ha poi confermato anche nella stagione successiva.
Nel 2010 è stato anche convocato da Mark Messier nella Nazionale canadese, per un'amichevole contro la Svizzera, in cui è stato eletto miglior giocatore. Il 6 maggio 2012 fu ufficializzato il suo passaggio ai Vienna Capitals, squadra della EBEL. Al termine della terza stagione coi viennesi, fu costretto ad un'operazione all'anca: poiché non era certo che potesse recuperare in tempo per la stagione 2015-2016, il contratto coi Capitals non fu prolungato e Zaba rimase svincolato, prima di annunciare il ritiro e la scelta di divenire allenatore dei portieri dei Colorado Rampage, squadra giovanile canadese, ed assistente allenatore della squadra NCAA del Colorado College.
Nel luglio del 2017 è stato nominato allenatore dei portieri del Tri-City Storm, squadra che milita nel campionato giovanile USHL.
Dopo sette stagioni con gli Storm, Zaba è stato assunto dai Colorado Eagles, squadra dell'American Hockey League.

## Palmarès

### Club
- Campionato italiano: 1

Bolzano: 2011-2012

### Individuale
- Miglior giocatore della British Columbia Hockey League: 1

2002-2003
- Miglior portiere della British Columbia Hockey League: 1

2002-2003
- Portiere della settimana dell'East Coast Hockey League: 1

2007-2008
- Miglior media reti subite della Serie A: 2

2010-2011 (2.09), 2011-2012 (2.02)
- Miglior percentuale di salvataggi della Serie A: 1

2010-2011 (93,1%)
- Miglior media reti subite della EBEL: 1

2012-2013 (2.04)